# Réserve nationale historique et naturelle de Tchyhyrine
La réserve nationale historique et naturelle de Tchyhyrine (en ukrainien : Національний історико-культурний заповідник «Чигирин») est un réserve nationale près de Tchyhyryne en Ukraine.
Elle est célèbre pour contenir la tombe de Bohdan Khmelnytskyi. Et représente une importante partie de l'histoire cosaque si liée à la création de l'Etat ukrainien, la réserve a un potentiel historique, monumental et naturel.

## Histoire
Kholodny Yar est à la fois la forêt profonde citée lors de la bataille entre les lituaniens et russ' de Kiev contre la horde en 1363-1367. Elle est aussi célèbre pour la révolte de Haydamatchtchyna qui eut lieu vers 1830 qui a été organisée par le sitch Kholodny Yar.

## Parties
Kholodny Yar qui est un massif forestier relique de la région de Tcherkassy qui a une importance historique et environnementale. 
Le monastère de Motronyn.
Des musées : 
- musée Bogdan Khmelnitski.
- Musée historique à Subotiv
- Musée des traditions locales à Medvediv
- Musée Ethnographique ukrainien dans le village Stetsivtsi
- Musée de l'armurerie dans la tour Dorochenko sur la colline de Bohdanova à Chigyrin,
- Musée en plein air de la chapellerie à Stetsivka,
- Musée des fondations de la maison de B. Khmelnytskyi à Subotov,
- Musée des vestiges d'habitations et du rempart défensif extérieur et des douves de la colline de Motronyn de la période scythe à Kholodny Yar.

## En images

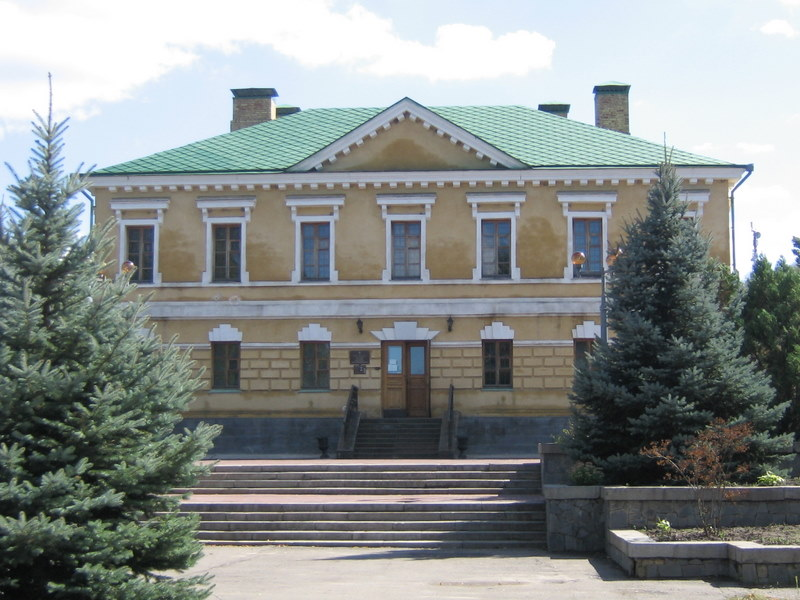
Musée Bohdan Khmelnytskyi,
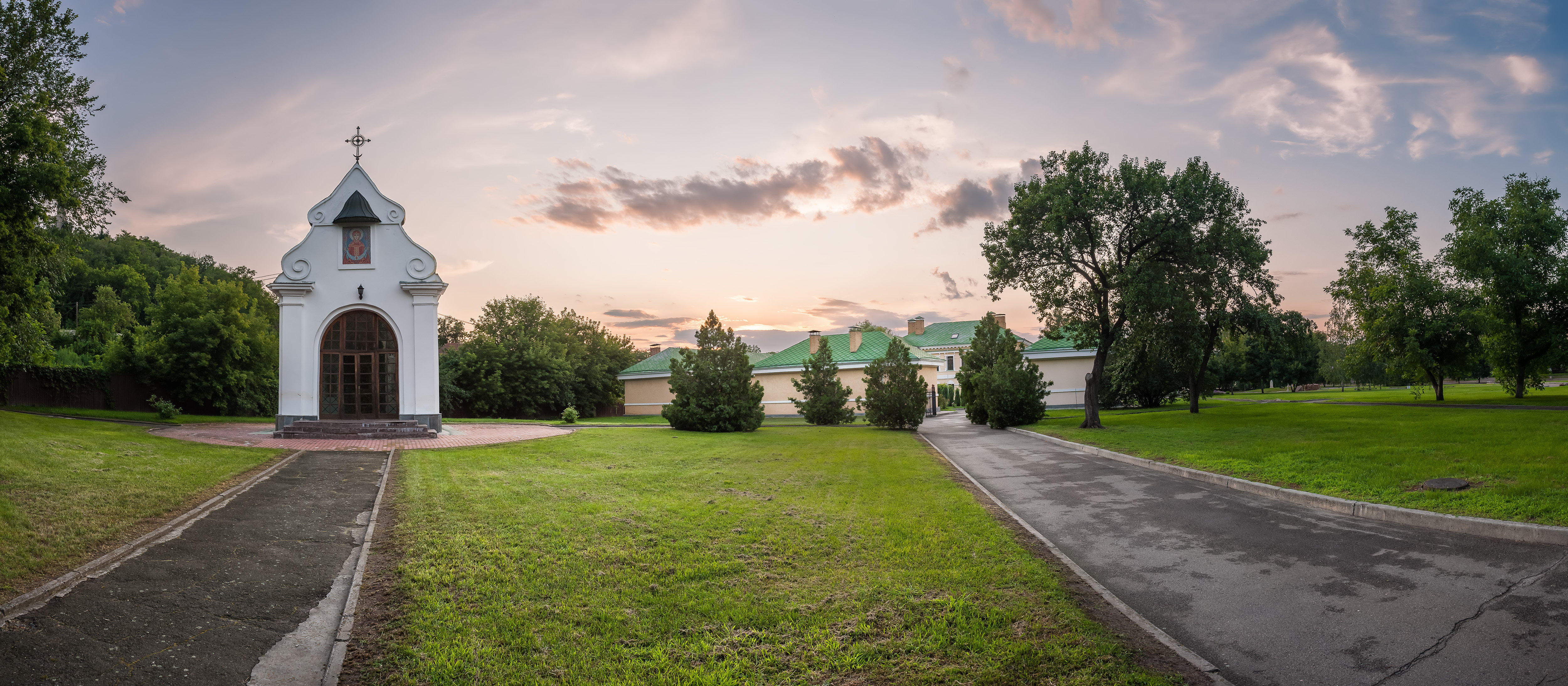
Chapelle de la nécropole des soldats et civils cosaques classé[1],.
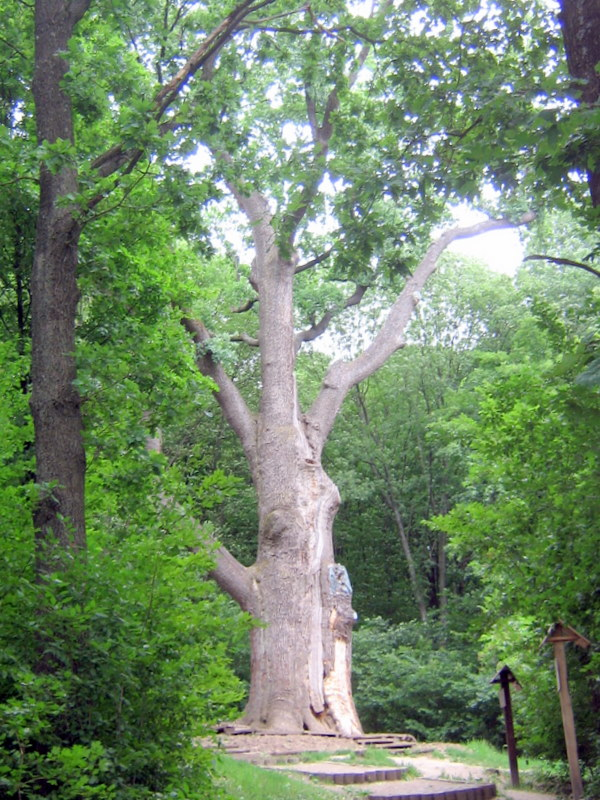
le chêne Maksym Zalizniak classé[2], classé[3],
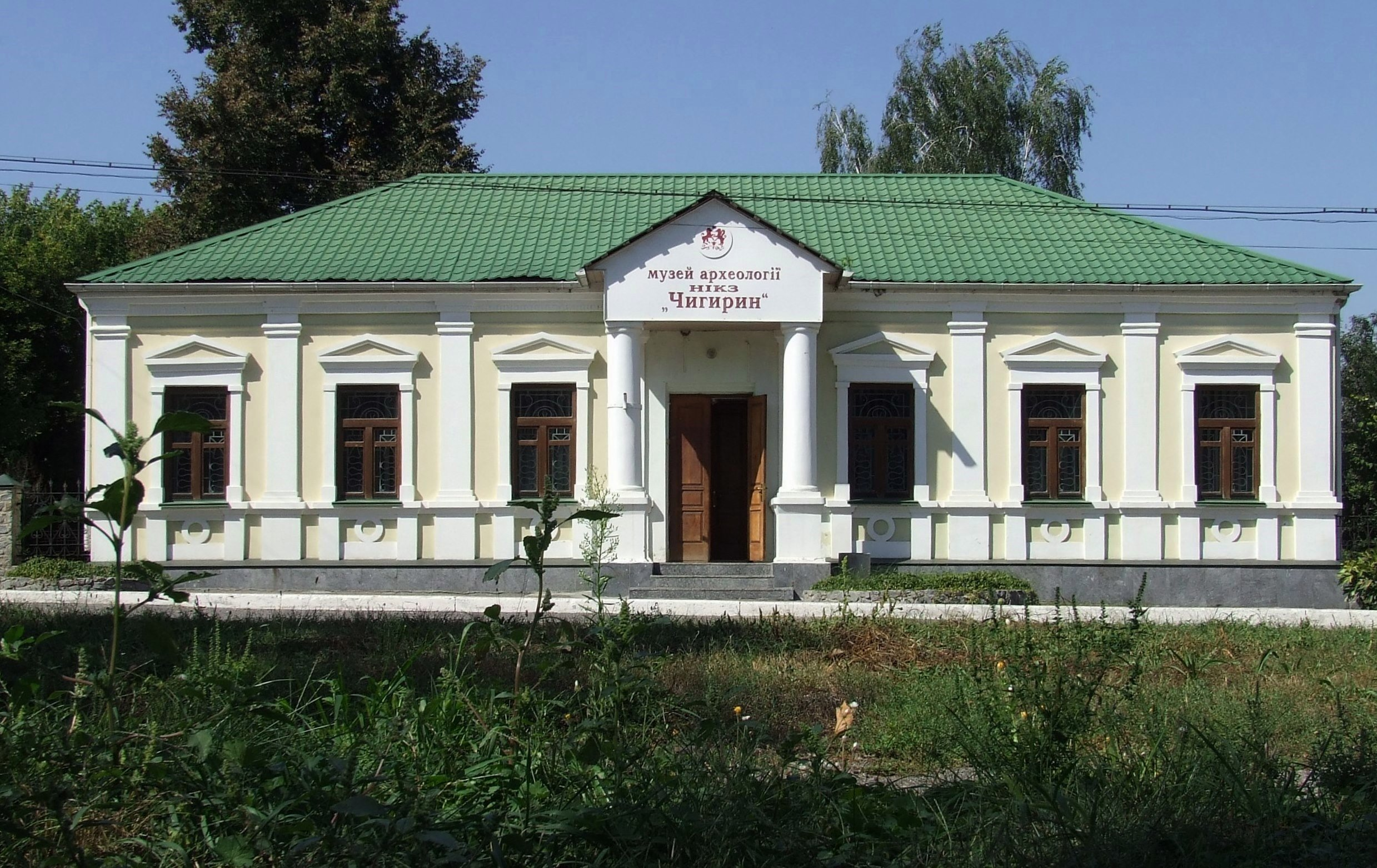
le musée archéologique classé[4].